# My Own Prison
Albums de Creed
Human Clay
(1999)
Singles
1. My Own Prison
Sortie : 10 février 1998
2. Torn
Sortie : 23 mai 1998
3. What's This Life For
Sortie : 9 juin 1998
4. One
Sortie : janvier 1999

My Own Prison est le premier album du groupe de rock alternatif américain Creed. Il est sorti le 26 août 1997 sur le label Wind-up Records et a été produit par John Kurzweg.

## Historique
Cet album a été enregistré en Floride dans les studios The Kitchen de Tallahassee et les Studios Criteria de Miami. Il se vendra à plus de six millions d'exemplaires aux États-Unis où il resta classé 112 semaines au Billboard 200 atteignant la 22e place. Il sera classé à la première place des charts néo-zélandais.

## Liste des titres
- Tous les titres sont signés par Scott Stapp et Mark Tremonti.

| No  | Titre                | Durée |
| --- | -------------------- | ----- |
| 1.  | Torn                 | 6:23  |
| 2.  | Ode                  | 4:58  |
| 3.  | My Own Prison        | 4:58  |
| 4.  | Pity for a Dime      | 5:29  |
| 5.  | In America           | 4:58  |
| 6.  | Illusion             | 4:37  |
| 7.  | Unforgiven           | 3:38  |
| 8.  | Sister               | 4:56  |
| 9.  | What's This Life For | 4:08  |
| 10. | One                  | 5:03  |

Réédition 1999
| No  | Titre                                                                 | Durée |
| --- | --------------------------------------------------------------------- | ----- |
| 11. | Bound and Tied (piste bonus pour le Japon, l'Australie et l'Europe)   | 5:35  |
| 12. | What's This Life For (version acoustique) (piste bonus pour le Japon) | 4:08  |

## Musiciens
Creed
- Scott Stapp: chant
- Mark Tremonti: guitares, chœurs
- Brian Marshall: basse
- Scott Phillips: batterie, percussion

Musicien additionnel
- John Kurzweg: claviers

## Charts et certifications

### Album
| Pays             | Durée du classement | Meilleur classement |
| ---------------- | ------------------- | ------------------- |
| Allemagne        | 9 semaines          | 50e                 |
| Autriche         | 12 semaines         | 14e                 |
| Canada           | 40 semaines         | 13e                 |
| États-Unis       | 112 semaines        | 22e                 |
| Nouvelle-Zélande | 43 semaines         | 1er                 |
| Pays-Bas         | 5 semaines          | 62e                 |
| Suisse           | 1 semaine           | 49e                 |

| Pays             | Certification | Ventes      | Date       |
| ---------------- | ------------- | ----------- | ---------- |
| Canada           | 3 × Platine   | 300 000 +   | 21/12/1999 |
| États-Unis       | 6 × Platine   | 6 000 000 + | 26/08/2002 |
| Nouvelle-Zélande | 3 × Platine   | 45 000 +    | 14/11/1999 |

### Singles
| Single               | Année | Chart                  | Durée du classement | Position |
| -------------------- | ----- | ---------------------- | ------------------- | -------- |
| My Own Prison        | 1997  | Mainstream Rock Tracks | 44 semaines         | 2e       |
| My Own Prison        | 1998  | Alternative Songs      | 28 semaines         | 7e       |
| My Own Prison        | 1998  | RPM Top Singles        | 15 semaines         | 45e      |
| Torn                 | 1998  | Mainstream Rock Tracks | 28 semaines         | 3e       |
| What's This Life For | 1998  | Mainstream Rock Tracks | 39 semaines         | 1er      |
| What's This Life For | 1998  | Alternative Songs      | 26 semaines         | 10e      |
| One                  | 1999  | Hot 100                | 20 semaines         | 70e      |
| One                  | 1999  | Mainstream Rock Tracks | 38 semaines         | 2e       |
| One                  | 1999  | Alternative Songs      | 31 semaines         | 2e       |
| One                  | 1999  | RPM Top Singles        | 19 semaines         | 39e      |